# The Fabulous Little Richard
The Fabulous Little Richard ist das dritte Musikalbum des Rock-’n’-Roll-Musikers Little Richard. Es erschien im April 1959 und vereint vor allem Blues-Lieder aus den Archiven des Labels Specialty Records, das Little Richard zwei Jahre zuvor zugunsten einer Ausbildung zum Priester verlassen hatte.

## Musikstil
The Fabulous Little Richard ist in erster Linie ein Blues-Album, dessen Sänger durch seinen emotionalen und eindringlichen Gesangstils Anleihen aus dem Gospel nimmt, was in dieser Kombination den späteren Soul vorwegnimmt. Vor allem Lonesome and Blue und Wonderin’ startet Richard mit melismatischen und dadurch klagenden Intros, die Little Richards religiös-musikalische Ausbildung und seine Begeisterung für spirituelle Musik erkennen lassen. Den langsamen, durchweg im 12/8-Takt gehaltenen Stücken, ist die triolische Klavier- beziehungsweise Gitarrenbegleitung immanent, wie sie im New Orleans Style des Blues und Rhythm and Blues zu dieser Zeit populär war. Diese beschwingte, rhythmische Besonderheit sollte neben Fats Domino vor allem Little Richard für den Rock ’n’ Roll des Mainstreams erschließen. Die weibliche Gesangsbegleitung nimmt einerseits den sich zur Veröffentlichungszeit des Albums aktuell ankündigenden Girlgroup-Sound vorweg, andererseits sieht sich das Management von Specialty Records in den Liner Notes des Albums an kirchlichen Chorgesangs erinnert. Die Instrumentalsoli werden abwechselnd vom Piano, der elektrischen Gitarre und dem Tenorsaxophon beigesteuert.
Die beiden Standards Kansas City und Whole Lotta Shakin’ Goin’ On werden als Rock ’n’ Roll dargeboten, also im schnellen 4/4-Takt mit markantem Backbeat und wildem instrumentalen Arrangement und unter intensivem gesanglichen Einsatz. Die beiden anderen schnelleren Nummern des Albums Chicken Little Baby und She Knows How to Rock fallen bezüglich der Aufnahmequalität ab und können so den treibenden Rock-Beat kaum transportieren.

## Entstehungsgeschichte
Little Richard war nach wenigen recht erfolglosen Single-Aufnahmen für RCA Records und Peacock Records zu Specialty Records gewechselt, wo er vom Produzenten Bumps Blackwell betreut wurde. Dieser war auf Little Richard durch ein Demotape mit den Titeln I’m Wondering, He’s My Star und Chicken Little Baby aufmerksam geworden, das ihm der extravaganten Künstler im Februar 1955 nach Los Angeles geschickt hatte. Die erste Aufnahmesession fand am 13. und 14. September 1955 in Cosimo Matassas J&M-Studio in New Orleans statt, wozu dessen renommierte Studio Band gebucht war. Blackwell war mit den Blues-lastigen Titeln seines neuen Schützlings nicht zufrieden, nur Tutti Frutti kam zeitnah als Single heraus und bedeutete den Durchbruch für den Rock ’n’ Roller.
Als B-Seite wurde I’m Just a Lonely Guy verwendet, dass neben The Most I Can Offer am ersten Tag der Doppelsitzung entstand. Maybe I’m Right und Lonesome and Blue wurden am zweiten Tag eingespielt, an dem Little Richard mit Directly from My Heart to You den einzigen Titel zum Besten gab, den er aus seinem Peacock-Repertoire übernommen hatte und der in dieser Version allerdings unveröffentlicht blieb. Kansas City wurde in wenigstens drei Takes aufgenommen, aus denen durch neues Abmischen mindestens fünf Versionen hervorgingen, die aber erst nach und nach – zuweilen auch auf Bootlegs – der Öffentlichkeit zugängig gemacht wurden. Der Take mit der Aufnahmematrix 5200 ist eine flotte Version des von Jerry Leiber und Mike Stoller drei Jahre zuvor für Little Willie Littlefield geschriebenen Blues-Titels, der aufgrund des gleichen zugrundeliegenden Bluesschemas nahtlos in Birmingham übergehen konnte, ein Titel, der später als Hey-Hey-Hey-Hey neu eingespielt werden sollte.
Nach dem Erfolg mit Tutti Frutti chartete Richard in den nächsten zwei Jahren mit einer Reihe von Rock-’n’-Roll-Nummern, die alle zu Standards des jungen Genres wurden und dessen Sound entscheidend mitprägten. Nach einem unruhigen Flug während einer Australientournee schwor Richard dem Rock ’n’ Roll ab und entschied sich vorübergehend für eine Laufbahn als Prediger. Zwei Wochen später, am 9. Oktober 1957, kam er mit seiner Live-Band The Upsetters noch einmal ins Studio. Blackwell hätte zwar die Session-Musiker aus New Orleans bevorzugt, Richard war aber von den Qualitäten seiner Band überzeugt, so dass der Produzent unter Zeitdruck des angekündigten Rücktritts diese Konstellation im Master Recorders in Hollywood akzeptierte. Erneut wurde Directly from My Heart to You eingespielt, dazu Early One Morning sowie Shake a Hand und She Knows How to Rock. Mit Whole Lotta Shakin’ Goin’ On entschied man sich zudem dafür, einen aktuellen Charthit Jerry Lee Lewis’ zu covern.
Auch aus dieser Session wurde kaum Material zeitnah veröffentlicht, da Specialty Records immer noch starke Aufnahmen aus der produktiven Rock-’n’-Roll-Phase der vergangenen zwei Jahre zur Verfügung hatte und sich so über den Weggang des verkaufskräftigen Künstlers hinweghelfen konnte. Im November 1958, ein Jahr nach der Aufnahme, erschien mit She Knows How to Rock und Early One Morning auf Specialty 652 eine erste Single des Materials aus der Hollywood-Session. Im Februar 1959 waren die Vorräte an Hit-verdächtigen Einspielungen so knapp geworden, dass sich Specialty entschied, die ungeliebten Blues-Aufnahmen der Doppelsitzung von 1955 und die restlichen Songs aus Hollywood mit einer weiblichen Chor-Spur zu overdubben. Im April 1959 erschienen die acht Stücke zusammen mit den beiden Songs der vorgezogenen Singleauskopplung sowie den frühen Aufnahmen auf Richards Bewerbungs-Demo unter dem Titel The Fabulous Little Richard als sein drittes Album. Für die Gestaltung der Plattenhülle zeichnete John Ewing verantwortlich. Erst 1964 kehrte der Star für ein Comebackversuch ins Aufnahmestudio von Specialty Records zurück.

## Titelliste
Seite 1:
1. Shake a Hand (Joe Morris)
2. Chicken Little Baby (Richard Penniman)
3. The Most I Can Offer (Richard Penniman)
4. Lonesome and Blue (Richard Penniman)
5. Wonderin’ (Richard Penniman)
6. She Knows How to Rock (Richard Penniman)

Seite 2:
1. Kansas City (Jerry Leiber, Mike Stoller)
2. Directly from My Heart to You (Richard Penniman)
3. Maybe I’m Right (Richard Penniman)
4. Early One Morning (Richard Penniman)
5. I’m Just a Lonely Guy (Dorothy La Bostrie)
6. Whole Lotta Shakin’ Goin’ On (Dave Williams, Sonny David)

## Veröffentlichungen und Charterfolge
Das Album mit der Nummer Specialty SP 2104 wurde in den Vereinigten Staaten mehrfach wiederveröffentlicht. Specialty besorgte auch die länderspezifischen Ausgaben in Japan und den Niederlanden. Der britische, französische und italienische Markt wurden durch den Vertriebspartner London Records bedient. Eine australische Ausgabe erfolgte auf Stateside Records.
Das Album verfehlte in allen relevanten Musikmärkten die Charts. Nur Kansas City konnte als Singleauskopplung auf Specialty 664 bis auf Platz 95 der amerikanischen Billboardcharts und bis auf Platz 26 der britischen Charts klettern. Dem Urteil der Käuferschaft folgt William Ruhlmann vom All Music Guide und attestiert dem Album zwar gut gemachten Rhythm and Blues, sieht aber einen deutlichen Abfall gegenüber den bisherigen Rock-’n’-Roll-Veröffentlichungen Little Richards. Als Ausnahme stellt er lediglich Kansas City in seiner Funktion als Original für das Coverstück der Beatles heraus, welches sie „Note für Note kopiert“ hätten.